# Samsung Galaxy A24
Samsung Galaxy A24 – smartfon przedsiębiorstwa telekomunikacyjnego Samsung Electronics z serii Galaxy A. Telefon został zaprezentowany 19 kwietnia 2023 roku jako następca Samsunga Galaxy A23. Smartfon wejdzie do sprzedaży 5 maja 2023

## Specyfikacja techniczna[2][3]

### Wyświetlacz
Telefon wyposażony jest w wyświetlacz 6,5-calowy Super AMOLED FHD+ (2340 x 1080 px, 396 ppi) 1000 nitów, 90 Hz o proporcjach 19,5:9.

### Aparat
Samsung Galaxy A34 posiada trzy aparaty: główny o rozdzielczości 50 MP z przysłoną f/1.8, dodatkowe informacje: PDAF, optyczna stabilizacja obrazu, szerokokątny 5 MP z przysłoną f/2.2, dodatkowe informacje: 1/5", 1.12µm, 123˚ oraz makro 2 MP z przysłoną f/2.4. Funkcje: dioda doświetlająca LED, HDR, panorama
Z przodu telefonu umieszczony jest przedni aparat o rozdzielczości 13 MP z przysłoną f/2.2
Tylne kamery oraz przedni mogą nagrywać wideo do 1080p przy 30 fps.

### Pamięć
Telefon jest wyposażony w 6 GB lub 8 GB pamięci RAM (zależnie od wersji) oraz 128 GB pamięci wewnętrznej, którą można rozszerzyć za pomocą karty microSD o pojemności do 1 TB.

### Bateria
Galaxy A24 posiada baterię litowo-polimerową z pojemnością 5000 mAh.

### Oprogramowanie
Galaxy A24 jest wyposażony w system Android 13 z One UI 5.1. Telefon ma również Samsung Knox, który zwiększa bezpieczeństwo systemu i urządzenia.

### Procesor
Mediatek Helio G99 z zegarem procesora 2,2 GHz (2x2.2 GHz Cortex-A76 & 6x2.0 GHz Cortex-A55). Jest on w 6nm procesie litograficznym. Procesor posiada 8 rdzeni oraz układ graficzny Mali-G57.

### Inne informacje
Galaxy A34 posiada czytnik linii papilarnych. Wspiera szybkie ładowanie (Fast Charging) do 25W. Telefon posiada akcelerometr, czujnik światła, wirtualny czujnik zbliżeniowy, magnetometr, efekt Halla oraz żyroskop.